# میروسلاو استیویچ
میروسلاو استیویچ (صربی: Miroslav Stević؛ زادهٔ ۷ ژانویهٔ ۱۹۷۰) یک بازیکن فوتبال اهل صربستان است.